# Contea di Harris (Georgia)
La contea di Harris, in inglese Harris County, è una contea dello Stato della Georgia, negli Stati Uniti. La popolazione al censimento del 2000 era di 23.695 abitanti. Il capoluogo della contea è Hamilton. La contea fa parte della area metropolitana statistica di Columbus.

## Geografia fisica
La contea si trova nella parte occidentale della Georgia. Lo United States Census Bureau certifica che l'estensione della contea è di 1.225 km², di cui 1.201 km² composti da terra e i rimanenti 24 km² costituiti da acque interne.

### Contee confinanti
- Contea di Troup (Georgia) - nord
- Contea di Meriwether (Georgia) - nord-est
- Contea di Talbot (Georgia) - est
- Contea di Muscogee (Georgia) - sud
- Contea di Lee (Alabama) - sud-ovest
- Contea di Chambers (Alabama) - nord-ovest

## Principali strade ed autostrade
- Interstate 85
- Interstate 185 (Georgia)
- U.S. Highway 27
- U.S. Route 27 Alternate
- State Route 1
- State Route 18
- State Route 85
- State Route 103
- State Route 116
- State Route 190

## Storia
La contea fu costituita il 14 dicembre 1827.

## Comuni
- Hamilton - city
- Pine Mountain - town
- Shiloh - city
- Waverly Hall - city
- West Point - city[2]

### Altre località
- Cataula - unincorporated community
- Ellerslie - unincorporated community
- Hopewell - unincorporated community
- Mulberry Grove
- Pine Mountain Valley
- Rehobeth
- Ridgeway
- Whitesville